# Syncephalis nana
Syncephalis nana är en svampart som beskrevs av Dade 1937. Syncephalis nana ingår i släktet Syncephalis och familjen Piptocephalidaceae.   Inga underarter finns listade i Catalogue of Life.